# XM30
El vehículo de combate de infantería mecanizado XM30 (en inglés XM30 Mechanized Infantry Combat Vehicle, MICV), anteriormente conocido como vehículo de combate opcionalmente tripulado (en inglés Optionally Manned Fighting Vehicle, OMFV), es un programa del Ejército de los Estados Unidos para reemplazar al vehículo de combate de infantería M2 Bradley. El MICV es una parte de la cartera de programas de vehículos de combate de próxima generación.
Tras la cancelación del vehículo de combate terrestre en febrero de 2014, el esfuerzo de reemplazo del M2 Bradley del Ejército se reinició bajo el programa Future Fighting Vehicle (FFV). El Ejército tenía 50 millones de dólares sin gastar del programa GCV para reasignarlos al FFV. FFV era un programa de investigación y desarrollo para desarrollar planes nocionales para vehículos de combate terrestre. No se esperaba que se decidiera si se debía continuar con el desarrollo más allá de los planos hasta 2016, según el general de brigada David Bassett, comandante de PEO Ground Combat Systems.
En junio de 2023, el Ejército seleccionó a los estadounidenses Rheinmetall Vehicles y General Dynamics Land Systems para avanzar en la competencia.

## Concurso original

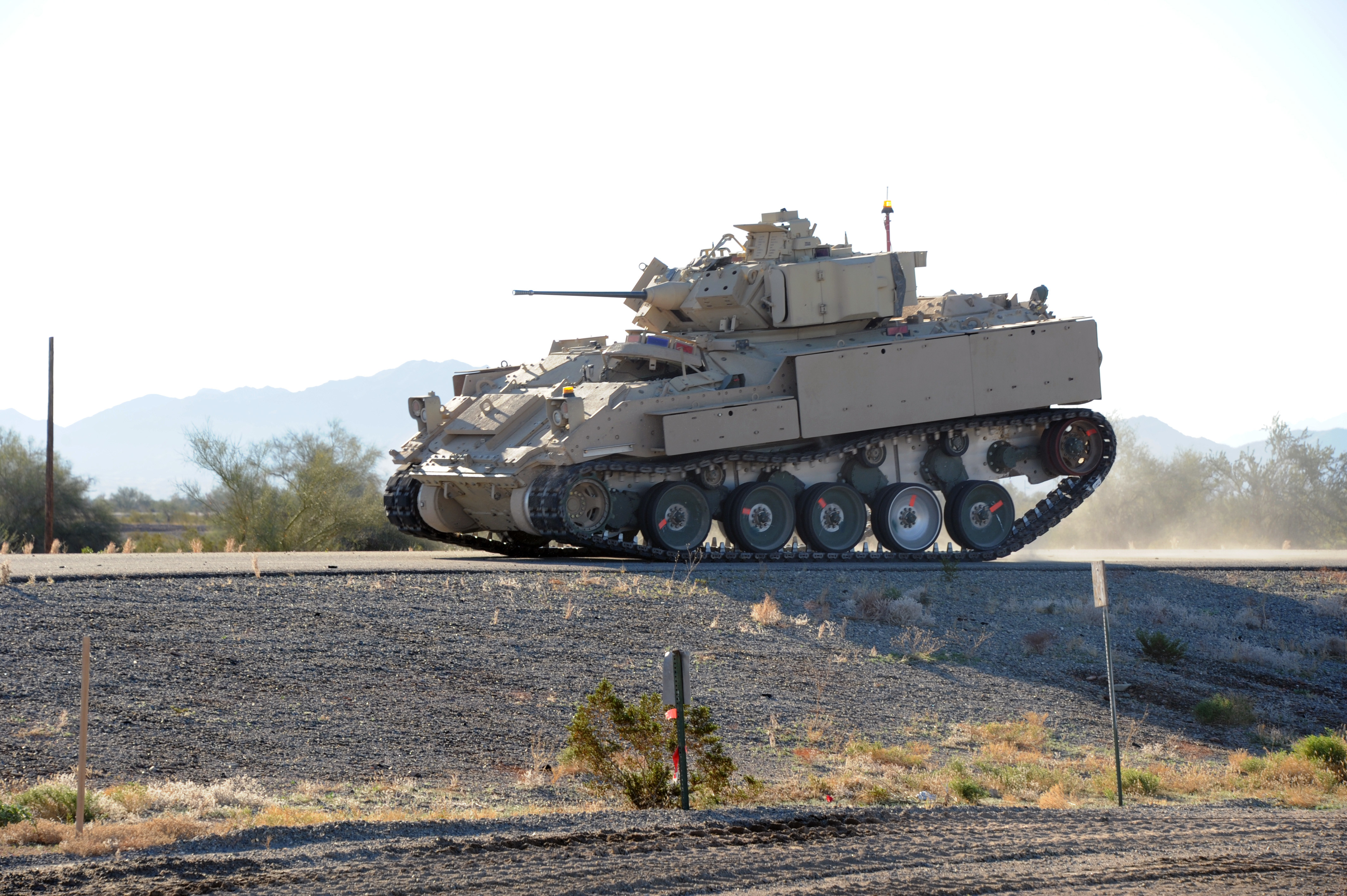
El Ejército estadounidense lleva a cabo pruebas de un tren de rodaje avanzado utilizando un vehículo de combate Bradley como sustituto del OMFV.

En agosto de 2014, General Dynamics Land Systems (GDLS) y BAE Systems Land and Armaments recibieron 7,9 millones de dólares cada uno para desarrollar tecnologías del programa Ground Combat Vehicle para el Future Fighting Vehicle. En mayo de 2015, General Dynamics y BAE recibieron otros 28 millones de dólares. En agosto de 2015, citando limitaciones presupuestarias, el Ejército retrasó la decisión de adquisición del FFV del año fiscal 2021 al año fiscal 2029. El Ejército dijo que estaba optando por trabajar en las brechas de capacidad a corto plazo.
En noviembre de 2016, los funcionarios del ejército dijeron que estaban poniendo en marcha un programa de vehículos de combate de próxima generación para desplegar una familia de vehículos de combate para 2035. Los funcionarios dijeron que esta estrategia no necesariamente se centraría en un vehículo de combate de infantería, pero probablemente sería una familia de vehículos que potencialmente podrían reemplazar al M1 Abrams, Bradley Fighting Vehicle, Mobile Protected Firepower e incluso al Stryker. Los funcionarios del ejército admitieron que el programa aún no tenía financiación suficiente.
En junio de 2018, el Ejército estadounidense estableció el programa de vehículos de combate de próxima generación (NGCV) para reemplazar al M2 Bradley. En octubre de 2018, el programa fue redesignado como vehículo de combate opcionalmente tripulado (OMFV). El programa NGCV se amplió como una cartera de vehículos de próxima generación que incluyen tanques y el Vehículo Blindado Multipropósito basado en el Bradley. En marzo de 2019, el Ejército emitió una solicitud de propuestas.
En enero de 2020, el grupo de competidores se había reducido a una variante del Lynx KF41 desarrollado como una empresa conjunta entre Raytheon y Rheinmetall, y el Griffin III desarrollado por GDLS. El prototipo de Raytheon-Rheinmetall fue descalificado después de no cumplir con el plazo para enviar el prototipo al campo de pruebas de Aberdeen en la fecha requerida. El único competidor restante, GDLS, también fue descalificado porque su prototipo era demasiado pesado para cumplir con los requisitos de que dos cupieran en un solo C-17.
Los competidores potenciales consideraron que el ritmo agresivo y los objetivos estrictos del programa eran poco realistas. El programa hizo recaer gran parte de la carga de costos del desarrollo en contratistas privados, lo que provocó que muchos contratistas importantes renunciaran a participar. Reconociendo esto, en febrero de 2020, el Ejército anunció que reiniciaría el programa y que el servicio asumiría más responsabilidad por la financiación.

## Programa reiniciado
En julio de 2021, el Ejército adjudicó contratos a cinco equipos: Point Blank Enterprises, Oshkosh Defense, BAE Systems, GDLS y American Rheinmetall Vehicles. El valor total de los contratos fue de 299,4 millones de dólares. Los equipos desarrollarán diseños conceptuales durante la fase de 15 meses de duración. Todos los participantes debían cumplir tres criterios generales: un vehículo con orugas con propulsión híbrida-eléctrica; una torreta no tripulada que albergara un cañón automático de 50 mm, o una torreta de 30 mm con la capacidad de actualizarse a un calibre mayor; y una tripulación reducida de dos con espacio para transportar a seis soldados de infantería. El Ejército planeaba elegir tres equipos, reducidos a dos equipos tras la adjudicación del contrato, para pasar a construir prototipos a mediados de 2023.
En junio de 2023, el Ejército seleccionó a los estadounidenses Rheinmetall KF41 Lynx y General Dynamics Griffin III para avanzar en la competencia. Estos dos equipos pasarán a la siguiente fase del programa y dividirán un fondo de desarrollo de $1.6 mil millones para que cada uno desarrolle siete prototipos con una opción para cuatro más. También desarrollarán dos cascos balísticos, torretas, cupones de blindaje y modelos gemelos digitales durante esta fase del programa. El Ejército también anunció que, debido a que la etapa de diseño inicial del OMFV estaba completa, rediseñarían el programa como el vehículo de combate de infantería mecanizado XM30.